# 橫店集團
橫店集團是一家中国民营企业，由集团创始人徐文荣于1975年在中国浙江横店创立。目前集团董事长、总裁为徐永安。截至2020年，拥有员工50,000名员工，企业200多家，经营业务主要包含电子电气、医药健康、影视文旅、现代服务等行业。

## 历史

### 1975年-1991年
1975年，创办横店缫丝厂。
1980年，创办东阳县横店磁性器材厂，主营电子元器件。
1989年，创办东阳市永安化工厂，主营医药中间体、原料药等产品。

### 1992年-2000年
1993年，建立横店集团；成立浙江横店进出口有限公司。
1996年，为谢晋导演电影《鸦片战争》的拍摄建设影视实景拍摄基地“广州街·香港街”，开始建设影视文化产业；同年，徐文荣的儿子徐永安先生创办横店集团得邦电子有限公司。
1999年，成立横店集团控股有限公司，实行公司制改造；收购浙江省南华期货经纪有限公司。

### 2001年-至今
2001年，徐永安出任横店集团控股有限公司总裁，明确“国际化横店”战略目标。同年，收购上市公司“青岛东方”，重组为为普洛药业。
2002年，收购上市公司太原刚玉，重组为英洛华。
2003年，徐永安出任横店集团控股有限公司董事长。
2004年，成为首个国家级影视产业实验区-浙江横店影视产业实验区。
2006年，横店东磁（股票代码：002056）于深圳证券交易所上市；成立浙江横店影视职业学院。
2008年，成立浙江横店电影院线有限公司，现更名为横店影视股份有限公司。
2010年，横店影视城被评为“国家5A级旅游景区”
2012年，成立浙江省横店影视文化产业实验区。
2017年，得邦照明（股票代码：603303）和横店影视（股票代码：603103）在上海证券交易所上市。
2018年，成立横店影视文化产业集聚区，成为全球最大的影视拍摄基地基地；横店通用机场正式启用。
2019年，南华期货（股票代码：603093）成为中国A股首家IPO过会的期货公司。
2021年，以习近平同志为核心的党中央、国务院授予横店集团“全国脱贫攻坚先进集体”。

## 主要业务领域

### 电子电气
主要涉及新材料、新能源、节能电子、电子器件、电机、音响等。
- 横店东磁（深交所：002056）
  - 2021年6月,横店东磁拟与日本丰达电机共同出资在越南设立合资公司，投资生产扬声器磁钢和磁瓦。[24]
  - 2022年11月，横店东磁与四川省宜宾市叙州区政府签订《投资协议》，就分步投资建设年产20GW太阳能电池项目达成合作意向，总投资约 100 亿元人民币(14.1亿美元)，其中第一、二期于2023年1月启动，合计投资35.54亿元人民币建设年产12GW太阳能TOPcon电池项目。[25]
- 英洛华（深交所：000795）
- 得邦照明（上交所：603303）

### 医药健康
主要包含医药产品（原料药、合同研发生产服务、制剂业务）、医疗器械和绿色化学业务。
- 普洛药业（深交所：000739）
  - 2019年11月27日，普洛药业与全球影像诊断试剂龙头“Bracco”签定《战略合作协议》，就两个CDMO项目的生产和供应等条款达成约定。[26]
  - 2022年3月，普洛药业与MPP（即“药品专利池组织”）签订《许可协议》，生产辉瑞新冠口服治疗药物Nirmatrelvir原料药及Nirmatrelvir/Ritonavir专利授权制剂，许可区域为印度、巴基斯坦、越南等95个国家或地区。[27]

### 影视文旅
拥有从影视拍摄、影视制作、影视服务到影视体验、影视发行、影视教育的产业链，被誉为“中国影视梦工厂”。
- 横店影视（上交所：603103）
- 横店影视城

### 现代服务
主要包含金融衍生品、国际贸易、航空产业等现代服务业务。
- 南华期货（上交所：603093）
- 南华基金
- 浙江横店进出口有限公司
- 横店通用机场

## 规模
- 2019年度胡润中国500强民营企业第287位[29]
- 2020年度中国品牌影响力100强第72位[30]